# 乌鲁木齐七五事件
乌鲁木齐七五事件（維吾爾語：ئۈرۈمچی بەشىنچی ئىيۇل ۋەقەسى‎），中國大陸媒体和中華人民共和國政府称乌鲁木齐“7·5”打砸抢烧严重暴力犯罪事件，是2009年7月5日发生在中华人民共和国新疆维吾尔自治区首府乌鲁木齐市爆发的持续数日的大規模騷亂與暴力活動。起初只是一场示威活动，后演变成维吾尔族人针对汉族等其他族裔的無差別暴力袭击。至少1000餘名维吾尔人参与了事件首日的暴動。中国共产党和中华人民共和国政府出动了武装警察加以应对。两天后数百名受害者親屬意圖发起反击，与警方以及维吾尔人发生冲突。中華人民共和国政府称，这起事件造成至少197人死亡，大部分為漢族人，另有1721人受伤，以及大量车辆、建筑物被摧毁。人权观察报告43起于骚乱后数日的警方大规模清理行动中失踪之事件，并认为真实失踪人数会高得多。
6月尾广东韶关旭日玩具厂群体斗殴事件造成两名维吾尔人死亡，7月5日有民衆發起要求对鬥毆进行全面调查的遊行，游行队伍与警方发生冲突之後爆發七五事件。。但观察家对于抗议活动如何引发暴力活动之原因意见不一。政府称骚乱是热比娅·卡德尔领导世界維吾爾代表大會在国外策划的，而热比娅否认她在维吾尔族自决的斗争中煽动暴力。维吾尔流亡团体声称，事态升级是由于警方过度使用武力。
中国媒体对此次事件比較重視，常將其与2008年西藏骚乱相比较。骚乱开始後，新疆与外界的电话和互联网连接被切断。在随后的几个星期里，官方消息来源报告说，1000多名暴徒被拘留或逮捕，穆斯林禮拜的清真寺被暂时关闭。截至2010年1月仍存在对通信之限制及武装警察及民兵之街头巡逻。到2009年11月，超过400人因在混乱期间的暴力行为而面临刑事指控。2009年11月，有9名嫌犯被定罪并执行死刑。

## 背景

### 历史背景
中华人民共和国新疆维吾尔自治区位于中亚地区，区内约45%的居民为维吾尔人，另外有约42%是汉人。该区之首府乌鲁木齐为清代乾隆之后新建城市（舊名迪化），原本主要人口为漢族和满人。乌鲁木齐為高度工业化之城市，到2000年人口已达350多万，其人口大约75%是汉族，12.8%是维吾尔人，其他民族占人口的10%。
19世纪初，也就是满清佔領新疆40年之后，北疆有大约15.5万汉族和回族人，是南疆维吾尔人数的两倍多。19世纪早期的历史人口普查表明，汉族人口占30%，穆斯林人口占60%，但到了1953年的人口普查，汉族人口比例迅速轉變為僅為6%，维吾尔人口占75%。到2000年，汉族人口占40.57%，维吾尔人口占45.21%。斯坦利·W·图普斯教授（Professor Stanley W. Toops）指出，今天新疆的人口状况与清初相似。清政府在准噶尔灭族后，在北疆引进了汉族、回族、维吾尔人、锡伯族和哈萨克族移民，北疆的回族和汉族占新疆总人口的三分之一，而南疆塔里木盆地的维吾尔族约占三分之二。
维吾尔人和中華人民共和國中央政府对于新疆地区之历史主张存在分歧：维吾尔人声称他们的祖先是当地的土著，而中華人民共和國政府认为现在的新疆自公元前200年左右就属于中国。根据中華人民共和國政府之政策，维吾尔人被划分为少数民族。中华人民共和国主持了数百万汉族迁入新疆，他们在经济上主導了这个地区。
中国之少数民族政策多基于所謂的肯定性行动，加深了维吾尔人与汉族等其他民族的迥异的民族认同，一些学者声称中華人民共和国政府非正式地倾向于基于多数的单一语言及单一文化之模式。当局还严厉打击构成分裂主义的活动。这些政策，加上长期存在的文化差异，有时导致维吾尔人和其他民族尤其是非穆斯林民族之间的“怨恨”。，而部分维吾尔族人声称政府低估了他们的历史和传统文化。另一方面，大多數汉族公民认为维吾尔人受益于特殊待遇，例如高考加分制度、警察执法优待少数民族（两少一宽）、优先进入大学、享受各種補貼、免于下崗和免于一胎政策，并且“窝藏分裂主义的野心”。
民族、宗教、文化的不同，东突厥斯坦独立运动以及国内外各方势力的催化，使得维汉两族之间存在着矛盾，导致近几年来出现多起示威及恐怖暴力活动。新疆长时间以来都爆发暴力恐怖主义事件，譬如1997年的伊宁二·五事件、2008年的喀什袭击事件与北京奥运会揭幕之前爆发的大规模动乱，以及无数小规模的恐怖袭击事件。

## 过程

### 导火索
此事件发生的几天前，广东省韶关市因维族工人性骚扰當地女子发生一起斗殴事件。据官方媒体报道，6月下旬，一名心怀不满的前工人散布谣言，称两名汉族妇女被6名维吾尔男子强奸。官方消息人士后来说，他们没有找到任何证据来支持强奸指控。6月25日至26日夜间，广东工厂的紧张局势导致维吾尔人和汉族之间爆发了全面的族群冲突，两名维吾尔工人被打死。流亡的维吾尔人领导人声称死亡人数要高得多。虽然官方新华社报道说，散布谣言的人已被逮捕，但维吾尔人声称，当局没有保护维吾尔工人，也没有逮捕任何参与鬥毆的汉族人。他们于7月5日在乌鲁木齐组织了一次街头抗议，表达他们的不满，并要求政府进行全面调查。

### 最初的示威
自7月5日晚开始，维吾尔人在烏魯木齊旅游景点大巴扎举行了抗议活动。据报道，人群聚集在人民广场一带。示威以和平方式开始，官方和目击者报告说，参加示威的有大约1000名维吾尔族人。世界维吾尔代表大会说，大约有10000名抗议者参加了示威。
7月6日，新疆维吾尔自治区主席努尔·白克力公布了前一天事件的官方时间表。根据时间表，当地时间下午5点左右，200多名示威者聚集在人民广场，其中约70名示威领导者被拘留。随后，人群聚集在解放南路、二道桥和山西巷的维吾尔族聚居区。到晚上7:30，一千多人聚集在山西胡同的一家医院门前。晚上7点40分左右，300多人封锁了人民路和南门地区的道路。 据白克力称，在警方“控制和驱散”人群后，暴乱分子于晚上8点18分开始捣毁公交车。
示威活动是如何演变成暴力活动的尚不清楚。有人说警察对抗议者使用了过度的武力，世界维吾尔代表大会迅速发布新闻稿称警察使用了致命武力并杀死了“数十名”抗议者。热比娅声称在人群中有奸细。其他人则声称是抗议者挑起了暴力事件；例如，《纽约时报》援引一位维吾尔族目击者的话说，抗议者开始向警察投掷石块。政府的官方说法是，暴力事件不仅是抗议者发起的，也是由国外的维吾尔分裂分子有预谋和协调的。当地公安局表示，他们发现有证据表明，许多维吾尔族人从其他城市赶来参加暴乱，他们在暴乱前两三天就开始准备武器。

### 局势升级及扩大
警方以武力清场后，暴乱分子开始投掷石块，砸碎车辆，闯入商店，攻击汉族平民。开始至少有1000名维吾尔人参与暴乱，之后人数一度高达3000人。《泰晤士报》的简·马卡尼（Jane Macartney）表示第一天的暴乱主要是“汉族被抢劫财物的维吾尔匪徒刺伤”。《澳洲人报》认为宗教态度温和的维吾尔人也会被暴乱分子捅杀。尽管暴乱分子大多数是维吾尔人，但并非所有维吾尔人都很暴力，据傳言汉人和维吾尔人曾相互帮忙躲过袭击。约1000名警察被派驻到现场，利用警棍、实弹、电枪、催泪弹和水炮驱散暴乱分子，在全市范围内设置路障，布置装甲车。
乌鲁木齐市长吉尔拉·衣沙木丁在新闻发布会上表示，晚上8点15分许，部分示威者开始打架抢劫，推翻护栏，砸烂三辆公交车，之后被警方驱散。8点30分，解放南路和龙泉街一带的暴力升级，示威者焚烧警察巡逻车，袭击路人。不久后，人民广场到大西门及小西门一带有700到800人沿路“打架、砸东西、抢劫、烧东西、杀人”。9点30分，政府接到报告指3人死亡，26人受伤，伤者包括6名警察。警方前往人民路、南门、团结路、延安路和新华南路的热点地区戒备。10点左右，警方控制市内主要路段和商业区，但暴乱分子继续在次要道路和小巷中流连，袭击汉人，推倒或焚烧车辆。大约一天后，邻省青海、甘肃等地的军队已经陆续赶往乌鲁木齐，据目击者描述：“当时好多那种军绿色的军车开到街上，然后往下跳一批一批的军队。”接下来两天，警方组建小队“清扫”全市。全市实行严格的宵禁，星期二晚上9点至星期三上午8点“全面交通管制”，“避免进一步骚乱”。官媒新华社报道指，警方认为闹事者计划在阿克苏或伊犁哈萨克自治州等新疆其他地方组织骚动。南部的喀什爆发暴力示威，《南华早报》指当地许多商铺关门停业，清真寺被中国人民解放军的一个排封锁。当地的维吾尔人谴责安全部队过分使用武力，“攻击示威者并抓捕50人”。清真寺附近于7月7日再发生冲突，约50人遭逮捕。星期日的示威过后，喀什师范学院的12000名学生被关在校园内，该校明显有学生前往乌鲁木齐参加示威。

### 伤亡及财产损失
示威前几个小时，官方媒体指死者仅3人。首日晚上的骚乱过后，死亡人数剧增，到7月6日中午时分，新华社指已有129人死亡。之后几天政府消息来源（新华社及党政官员）中的死亡人数继续增加，7月18日官方最后一次公布消息时指197人死亡，1721人受伤。世界维吾尔大会指死者约600人。
新华社没有立即公布死者的民族成分，不过《泰晤士报》和《每日电讯报》的记者称受害者大多是汉人。直到7月10日公布184名死者时，新华社才称其中有汉族137名、维吾尔族46名、回族1名。死者包括暴乱分子，官方指警方击毙12名袭击平民的暴乱分子。暴动过后几个月，政府坚称伤者多是汉人，医院表示伤者三分之二是汉族，但世维会表示遇害者包括许多维吾尔人。2009年8月中国政府发布的官方报道指156名遇害的平民中有134名汉族、11名回族、10名维吾尔族和1名满族。维吾尔族支持者依旧质疑官方数字，称维吾尔族的人数依旧低估。此外，新华社还表示627辆车和633座建筑受损。
乌鲁木齐市政府最初宣布会拿出20万元赔偿金，此外每位“无辜遇难者”会获得1万元的“丧葬费” 。后来，死者赔偿增加到42万。市长吉尔拉·衣沙木丁表示赔偿工作至少花费1亿元。

### 事件过后
乌鲁木齐的气氛依然紧张，并且此事件带来的余波影响了乌鲁木齐数年之久。受邀进入市内的记者目睹中国军人与要求释放当局家人的维吾尔人间对峙。据维吾尔人说，他们的家人遭到“肆意”逮捕。一名维吾尔妇女告知《每日电讯报》记者，警方于7月6日晚闯入维吾尔族聚居区，破门抓走正在睡觉的男人和男孩，至少有100人被带走。7月7日，官方表示已逮捕1434名暴动嫌疑犯。7月7日，200到300名维吾尔妇女聚集游行，抗议当局“不分青红皂白”逮捕维吾尔男性。期间她们与警方产生了非暴力的对抗。热比娅·卡德尔表示当晚“至少1万人”失踪。人权观察组织后来聲稱记录到43起维吾尔人在7月6日至7日的大规模搜捕行动中被警方带走后失踪的案子，而且这“仅是冰山一角”。组织表示，截至2009年10月20日，这些二十出头的青年男子被非法逮捕后便不见踪影。
7月7日，汉人在乌鲁木齐组织大规模示威游行。多家西方媒体聲稱，示威汉人人数从“数百人”到10万人不等。《泰晤士报》認為，汉族经常群聚在一起报复“维吾尔暴乱分子”，所以两个民族之间经常爆发小规模斗殴事件。警方施放催泪弹并设置路障驱散示威者，利用扩音器喊话，要求汉人“冷静”，“让警察办事”。市委书记栗智站在警用车车顶上，用扩音器呼吁人群回家。
7月8日，群众抗议得到平息，仅剩下零星暴力事件。事发几天内，“数千人”打算离开城市，客车票价应声上涨五倍。
7月10日，乌鲁木齐各大清真寺“基于安全考虑”关闭，当局表示举办星期五主麻日大型集会可能会重新点燃紧张情绪。大批维吾尔人依旧聚集祈祷，警方于是决定开放两间清真寺，避免发生“事端”。在白色清真寺祈祷完，数百名示威者抗议当局抓人，被防暴警察驱散，5到6人遭逮捕。
8月初，300多人被逮捕。英国广播公司指出，总共有1500多人因暴动遭逮捕。《金融时报》估计的人数更高，指自稱内部人士者表示到7月中旬已有4000人被捕，乌鲁木齐的监狱人满为患，最近被捕的人去了解放军的仓库。维吾尔美国协会表示，事后多位维吾尔记者和博客主被捕，其中一位记者海莱提·尼亚孜因向境外媒体发声被判15年有期徒刑。而当中备受关注案子是中央民族大学的维吾尔族经济学家伊力哈木·土赫提，事发两天后，他因批评新疆自治区政府被带走。

## 各方反應

### 事件的指控
新疆维吾尔自治区政府宣布此次事件为“典型的境外指挥、境内行动，有预谋、有组织的打砸抢烧严重暴力事件”，指责热比娅·卡德尔和世界維吾爾代表大會为阴谋者，并称相当一部分维吾尔族暴乱分子是来自一千五百公里之外的喀什、和田等东突厥斯坦独立运动比较盛行之地。新疆维吾尔自治区主席努尔·白克力认为是境外三股势力後来大肆炒作了旭日玩具厂事件，煽动上街游行示威，破坏民族团结和社会稳定。政府消息来源引用热比娅·卡德尔在西藏骚乱后的公开讲话和电话录音，称她在其中说在乌鲁木齐会发生一些事情。努尔·白克力还表示热比娅在7月5日同国内通了电话，煽动了该次事件；而维吾尔在线、Biliwal等网站亦大肆煽动宣传、传播谣言。中国当局指控一名他们声称是世界维吾尔人代表大会主要成员的男子，称其通过传播一段暴力视频，煽动民族紧张关系，并在一个在线论坛上敦促维吾尔族人“以暴力反击汉人”。乌鲁木齐市市长吉尔拉·衣沙木丁称抗议者通过QQ群等服务在网上进行组织活动。《中国日报》断言，组织暴乱是为了煽动分裂主义，使中东恐怖组织受益。热比娅否认煽动暴力，并辩称严厉的安保措施、对韶关事件的不满和“中国多年的镇压”，而不是分裂分子或恐怖分子的干预，引发了右翼抗议活动及其演变为暴力，维吾尔流亡团体声称，当警察过度使用武力驱散人群时，暴力就爆发了。《联合早报》记者的调查将参与者分为三类：以大学生为主体的维吾尔族和平示威者、打砸抢行动的起哄者，以及恐怖暴力犯罪的主体——从南疆喀什、和田等地组织来的敢死队。维吾尔族记者海莱提则认为组织者不是世维会和热比娅，热比娅最多只是唆使者。骚乱发生时他在街上听到有人呼喊建立伊斯蘭政教合一政權的口号，于是推论真正的组织者是在新疆地区活跃的地下极端宗教组织“伊扎布特”。各方都同意，抗议活动是事先组织的，但是对于其中的恐怖暴力是有计划的还是自发的意见不一，对事件背后的紧张民族关系反映了分离主义倾向还是对社会正义的渴望亦无定论。

### 国内反应
事发当天和之后，移动手机服务和互联网服务受限。中国移动切断手机服务“阻止事态进一步扩大”。当地的国际长途电话也受阻，互联网访问被锁定，非本地网站受阻。半岛电视台7月9日指，当地负责接待外国记者的海德酒店是全市唯一一处能上网的地方，但记者不能发短信或打国际电话。审查员删掉当地网站和Google上的许多小道消息，然而Twitter、YouTube和Flickr很快就出现了示威的照片和视频，同时许多新疆网站关闭。事发将近一年后的2010年5月14日，互联网服务全面恢复。
中央电视台播出汽车被砸民众被打的录像。官员重申党的路线。自治区主席努尔·白克力针对局勢和韶关旭日玩具厂事件发表长篇讲话，表示广东和新疆政府已妥善安置遇害工人，谴责暴力事件是“有组织、有阴谋的”。新疆人大常委会主任艾力更·依明巴海谴责7月5日的暴动是“极端主义、分裂主义和恐怖主义”。

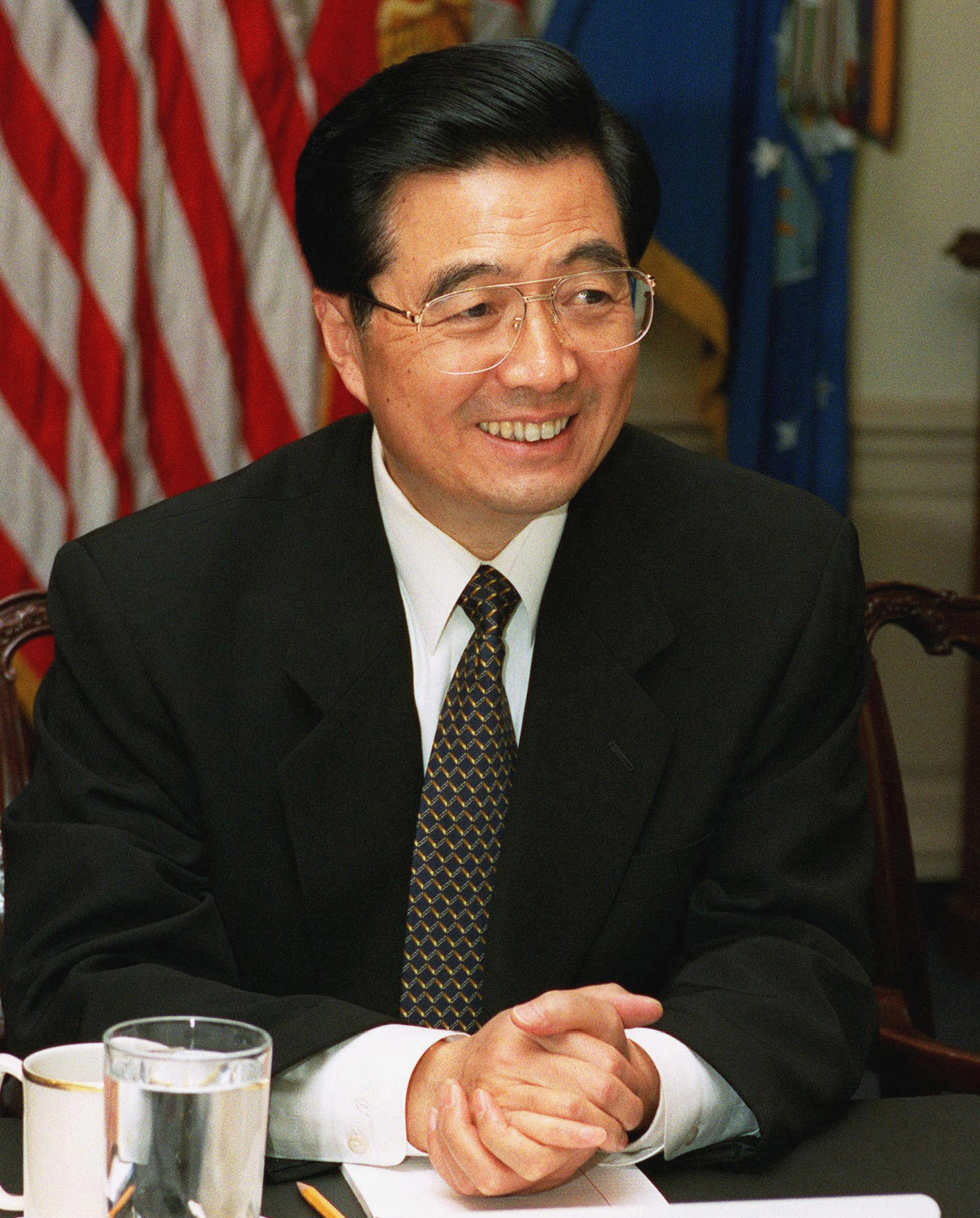
骚乱促使时任中共中央总书记、国家主席的胡锦涛提前离开八国集团峰会。

中国媒体广泛报道事件。军队平息事态后不久，政府邀请境外记者到乌鲁木齐实地考察。100多家媒体的记者住进市区海德酒店，共用30个网络链接。记者们还意外探访了事发地点和医院。《金融时报》称官方这次的处理手段获得很大的改善，跟2008年西藏骚乱的“公关灾难”形成鲜明对比。
为在事件过后立即缓和紧张局势，官方立刻在新疆各地开始歌颂民族和谐的大规模宣传活动。当地的节目将维吾尔族歌手和汉族歌手叫在一起，高唱“我们是一家人”。骚乱期间维吾尔族的“英勇事迹”受到传颂，包着标语的宣传车在街道上巡逻，其中一条警告人们要坚决反对恐怖主义、分裂主义和极端主义“三股势力”。
中共中央总书记胡锦涛提前离开意大利八国集团峰会，召开中共中央政治局紧急会议，派遣中共中央政治局常委、中央政法委书记周永康前往新疆“指导维稳工作”。《南华早报》引述政府消息，指北京将重新评估10月份建国六十周年庆祝活动的各项安排。中共广东省委书记汪洋认为政府的民族政策“绝对需要调整”，否则“会有麻烦”。负责安保协调的人员表示，当局计划在建国六十周年活动前从地方派出所调遣警察，预计负责任务的警察有13万人。
事发后，中華人民共和国政府向热比娅计划访问的国家施加外交压力，印度“在北京的建议下”取消了热比娅的签证。北京也召见日本大使，抗议热比娅到访日本。8月，热比娅到访澳大利亚宣传关于她的电影《爱的十个条件》，中国向澳大利亚政府提出交涉，要求对方将她的电影下架。
中国博客圈对骚乱的反应明显多于官方。尽管有网络封锁和审查，互联网监察者监视继续尝试发表对事件起因观点或表达对暴力行为愤怒的网民。尽管部分博客主立场亲政府，其他博客主更多地反映了事件的起因。政府工作人员迅速在多个论坛和新闻网站上删掉骚乱的评论。这些呼吁的共同主题便是惩罚肇事者。部分帖子还提到备受汉族及其他民族尊重的将军王震，有国际媒体报道称“许多维吾尔人害怕中国共产党会发动自1949年接管新疆后的新一轮压制”。
2010年3月2日，中国伊斯兰教协会会长陈广元做客人民网强国论坛“走近政协”栏目，在针对网友询问其对乌鲁木齐“7·5”事件的看法时，陈广元表示：“这既不是民族问题、也不是宗教问题，这是因为一些分裂组织、极端主义分子造成的，他们只是打着民族和宗教的旗号而已。”

### 国际反应
联合国秘书长潘基文敦促各方保持克制，呼吁中国采取措施保护平民，尊重言论、集会和信息自由。人权事务高级专员纳维·皮莱表示对死亡人数高企的“担心”，指出“事发不到一天，遇害受伤人数非常高”。她也呼吁中国必须符合国际规范，人道对待拘留者。
上海合作组织表达了对事件无辜遇害者家属的同情，表示组织各成员国认为新疆是中国不可分割的一部分，新疆局势纯粹是中国内部事务。俄罗斯外交部长谢尔盖·维克托罗维奇·拉夫罗夫谴责暴乱分子“使用分离主义标语，挑拨民族关系”。邻国哈萨克斯坦和吉尔吉斯斯坦表示会防范“难民涌入”，加强边境管控。尽管哈萨克斯坦政府支持中国，5000多名维吾尔人于7月19日在当时的首都阿拉木图抗议中国警察向示威者使用过分暴力。
伊斯兰会议组织谴责“不成比例地使用武力”，呼吁北京“迅速将肇事者绳之以法”，敦促中国调查事件起因，找到解决骚乱的办法。
欧盟领导人表示担忧，敦促中国政府在处理示威者时表现克制。德国总理安格拉·默克尔呼吁尊重少数民族人权。意大利总统乔治·纳波利塔诺和胡锦涛出席记者会时提到人权问题，表示“中国取得的经济和社会发展给人权带来新的要求”。
土耳其表示“很悲伤”，要求中国当局将肇事者绳之以法。总理雷杰普·塔伊普·埃尔多安表示事件“犹如种族灭绝”，贸易和工业部长尼哈特·埃尔贡呼吁抵制中国货物。相当多的土耳其人聚集抗议反对中国，活动大多针对土耳其各大城市的中国使领馆。土耳其的立场引发中国媒体强烈抗议。热比娅认为，土耳其干涉维吾尔事务受到阻碍，这是对中国干涉库尔德问题的报复。不过尼尔根发动的抵制中国货物的行动失败了。
伊斯兰会议组织的阿拉伯国家在政治上支持中国，沙特阿拉伯和埃及还特别压制了伊斯兰合作组织针对维吾尔人提出的任何反华动议。埃及也认为自己有着像中国一样的内部宗派问题，苏丹也担心外部势力插手内部事务，印尼被迫和国内的伊斯兰主义者打交道，强调不存在宗教冲突，没有新疆的民族骚乱，借此来平息事态。巴基斯坦、沙特阿拉伯和埃及帮助中国取消伊斯兰会议组织上一份针对新疆局势的声明。阿拉伯联盟、沙特阿拉伯和伊朗没有针对局势作公开回应，鉴于伊朗和沙特阿拉伯在伊斯兰世界的影响力，中国和两国建立了更深厚的关系。
阿富汗、柬埔寨和越南相信中国政府会“采取合适措施”，支持“中国领土主权和完整”。密克罗尼西亚联邦副主席阿利克·阿利克谴责事件是“恐怖主义行为”。

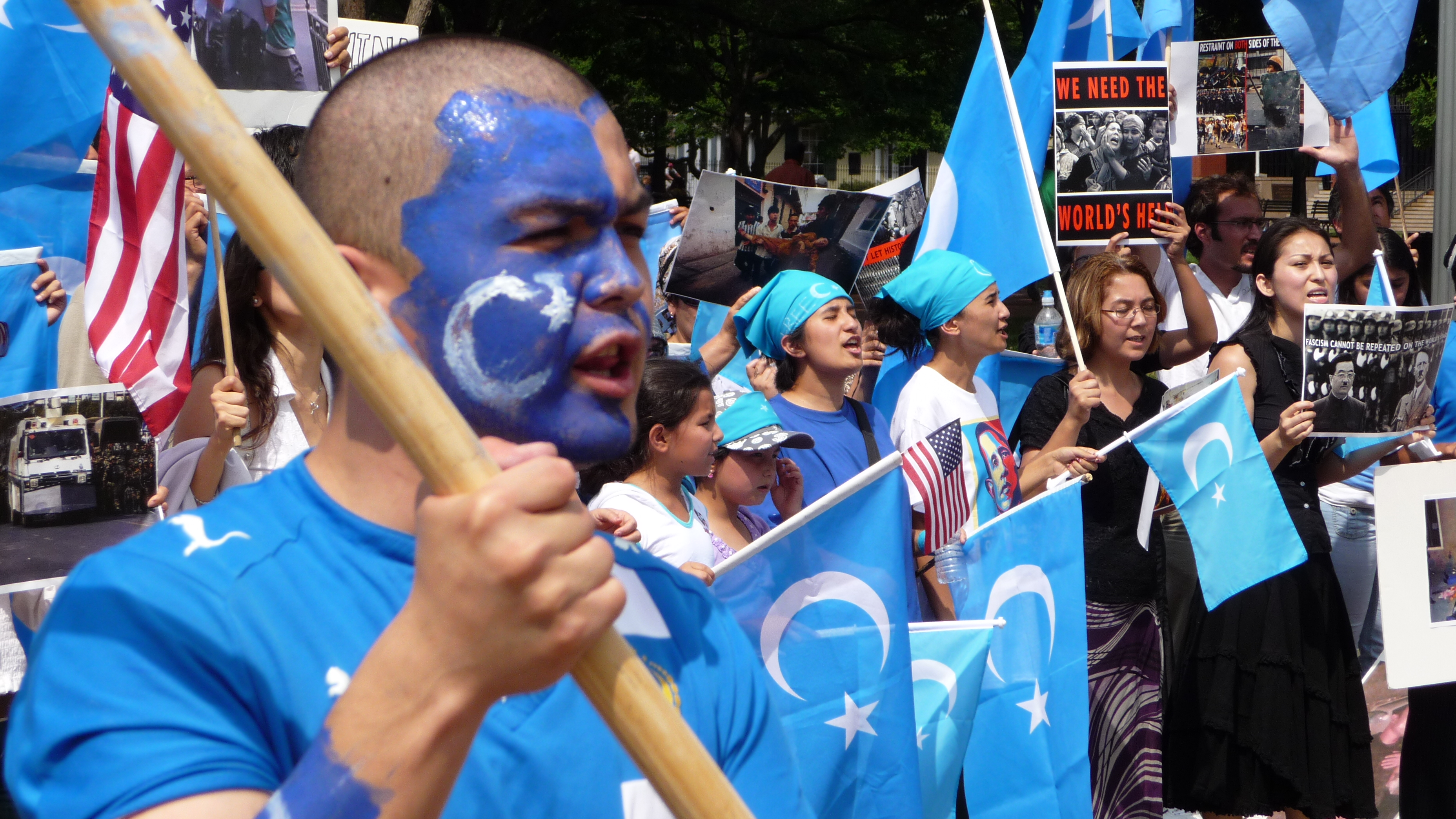
华盛顿特区的维吾尔族示威。

伊朗表达和土耳其与伊斯兰会议组织同样的关切，呼吁中国政府尊重新疆穆斯林人口的人权。
日本政府表示关切并密切关注事态。新加坡呼吁克制和对话。中华民国政府强烈谴责煽动暴力的人士，行政院院长劉兆玄呼吁保持，希望大陆政府“处理善后事宜时尽可能宽大和宽容”，尊重少数民族权利。2009年9月，中華民國政府拒绝热比娅入境，声称她和被联合国和美国认定为恐怖组织的东突厥斯坦伊斯兰运动有联系。

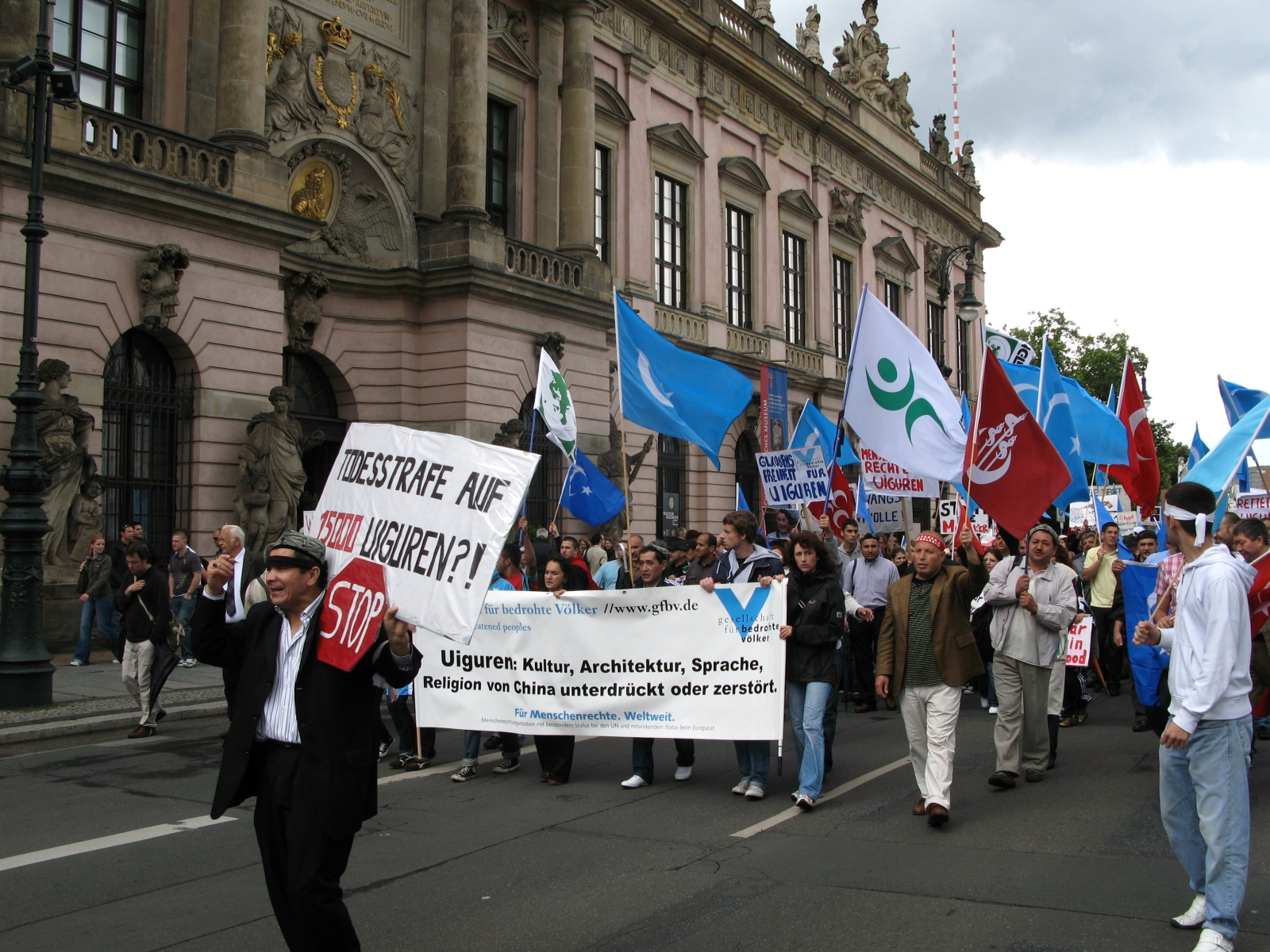
柏林的维吾尔族示威。

瑞士呼吁克制，向遇难者家属表示哀悼，敦促中国尊重言论自由和新闻自由。澳大利亚总理陆克文呼吁克制，“和平解决难题”。塞尔维亚政府表示，支持“和平解决所有争端”。白俄罗斯对当地的生命和财产损失表示遗憾，希望局势尽快恢复平静。
荷兰和挪威出现暴力示威。中国驻荷兰大使馆遭到维吾尔社运人士袭击，窗户被砖头砸碎，国旗也被烧毁。当天使馆关闭，142人被捕。同时，约100名维吾尔人在挪威首都奥斯陆中国大使馆门外抗议。11名被捕，但之后无罪释放。印尼伊斯蘭教联盟的示威者袭击雅加达中国大使馆的门卫，呼吁向中国发动圣战。巴基斯坦表示部分伤害中巴关系的“因素”不会损害或动摇两国的利益。斯里兰卡强调事件是中国内部事务，自信中国当局有能力恢复正常局面。
加拿大外交事务长劳伦斯·加农敦促用“对话和善意”解决不满情绪，防止局势进一步恶化。奥巴马政府发言人表示美国对新疆的生命损失感到遗憾和深切的关切，呼吁各方保持克制。美国国务院发言人伊恩·凯利表示“中国当局恢复秩序，阻止暴力事件进一步发展很重要。”美国国际宗教自由委员会对中国的镇压表示“严重关切”，呼吁独立调查事件并制裁中国。
西藏流亡政府建立者第十四世达赖喇嘛发表声明称自己“对新疆日益恶化的局势深感悲痛和关切，尤其是生命的悲惨损失”“我恳请中国当局本着理解和远见的精神，在处理这一局势时保持克制”。
国际特赦组织呼吁“公正独立”调查事件，要求释放“和平表达意见、履行言论、结社、集会权力”的人士，公平审判其他人。人权观察呼吁中国保持克制，允许独立调查事件，包括解决维吾尔族对地区政策的担忧。组织还表示中国在应对抗议时应遵守国际准则，只用恰如其分的武力。伦敦风险分析机构Stirling Assynt表示，阿尔及利亚的伊斯兰马格里布基地组织计划袭击北非的中国工人。

### 媒体报道
英國廣播公司國際頻道中國事務編輯陳世榮認為新華社的媒體處置手法有所改善：“為了更加可信，事發后幾個小時就有視頻出來了，而不用等兩個禮拜。”《每日電訊報》的彼得·福斯特觀察到，資深的中國評論員都驚訝于北京抓住事件新聞議程的速度，他認為這是因為“中國沒有什麼好隱瞞的”。加州大學伯克利分校的一位學者同意中國當局變得更加複雜。《紐約時報》和法新社認為中國從全世界的政治示威，如所謂“顏色革命”的格魯吉亞玫瑰革命、烏克蘭橙色革命和伊朗綠色革命學到了一課，總結稱中國專家已經學習到現代電子通訊“幫助抗議者組織活動、接觸外面的世界，找到政府對付他們的辦法。”
然而，詹姆斯鎮基金會的同僚威利·林（Willy Lam）懷疑當局“只不過是在測試各方的反應”。他認為，如果此番開放收效甚微，那麼他們就會像2008年四川大地震之後那樣“踩剎車”。有外國記者被警方拘留，不久后獲釋。7月10日，官員“出於他們的人身安全”，命令外國記者離開喀什。新華社的最高官員夏林後來表示，雙方在騷亂前後爆發的暴力事件被官方的新聞頻道冷處理或完全不報，是因為擔心種族暴力擴散到烏魯木齊以外地區。
《人民日報》的一篇專欄文章斥責某些西方媒體報道“雙重標準，報道和評論有偏見”。文章指，中國不會因為開放和透明的態度接受部分境外政治人物或新聞媒體的“酬勞”。作者指出，“相當數量的媒體仍然有意無意地將暴徒的暴力行為的描述降到最低”，意圖將焦點放在所謂的種族衝突上。然而，法新社的達西·朵利（D'Arcy Doran）歡迎對境外媒體的持續開放，但把他們的報道跟中國媒體的進行對比，指中方報道緊密追隨政府步伐，主要關注受傷的漢族，忽略了事件背後的“維吾爾故事”或原因。
事件由路透社率先報道，該報道貼出了前一天騷亂的照片。這張顯示大批武警隊列的照片，實際上是由《南方都市報》在6月26日的石首事件中拍攝的。其他新聞機構也誤用了這張照片，《每日電訊報》在網站掛了照片一天後才刪除。7月7日接受半島電視台採訪時，世維會領導熱比婭·卡德爾利用石首的照片為烏魯木齊的維吾爾辯護。一位世維會代表後來道歉，說這張照片是依照圖片質量從數百張中挑選出來的。
8月3日，新華社報道熱比婭的兩個孩子寫信責備她策劃騷亂。世維會德國發言人指信件系捏造。人權觀察研究院表示信件的新聞風格非常可疑，“接近”中國政府對騷亂及善後事件的說法。他補充道：“（她的孩子們）被掛在政府喉舌平台上廣泛傳播是非常不正常的。”
2019年12月5日，中国环球电视网（CGTN）对外公布了一部名为《中国新疆 反恐前沿》的纪录片，其中包含关于此次事件的影像资料。2024年10月，CGTN再推出纪录片《黑云压城——乌鲁木齐“7·5”事件纪实》，回溯事件前因后果，同时采访事件亲历者。

## 后续和长期影响

### 逮捕和刑事檢控

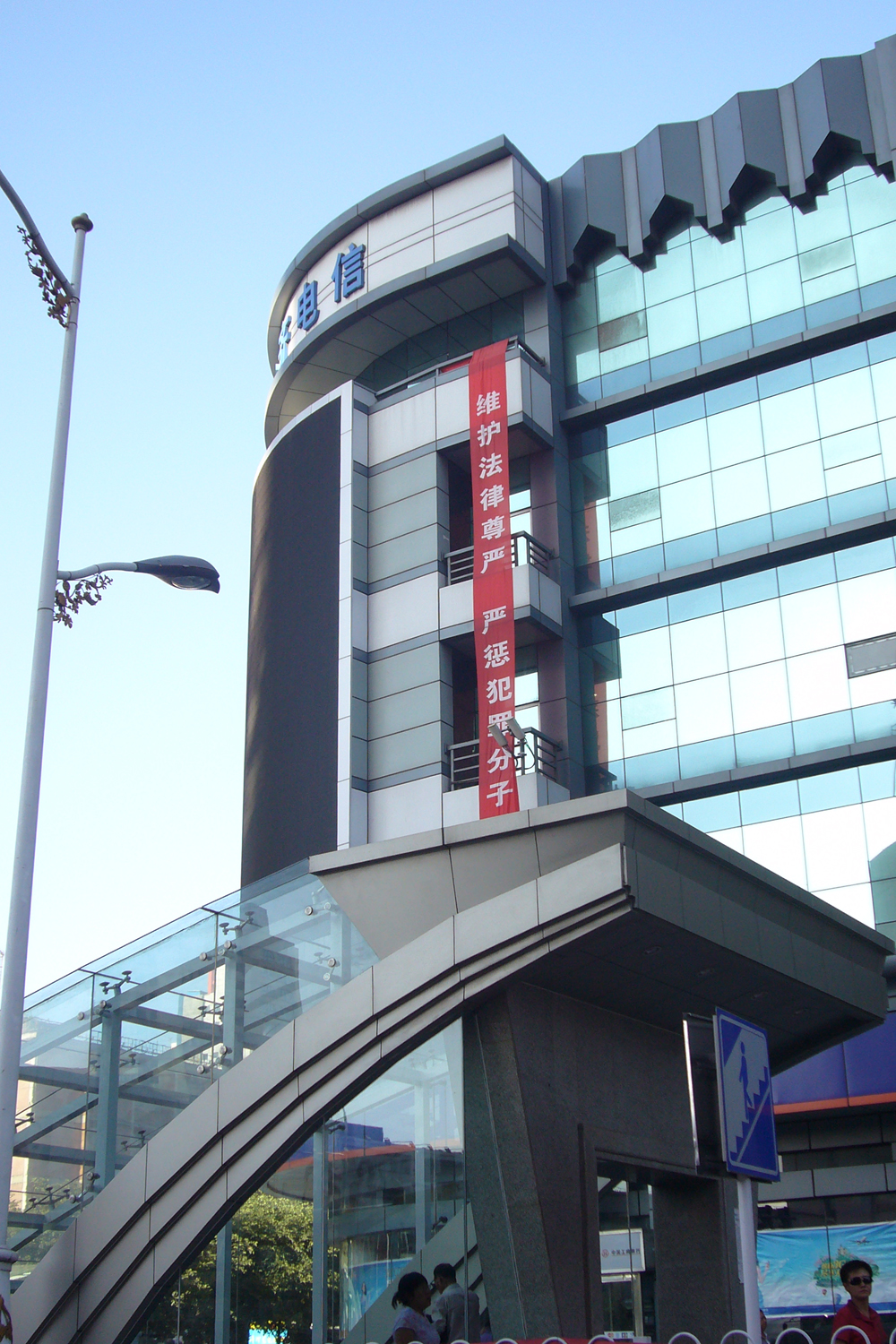
2009年8月，乌鲁木齐市中国电信营业厅、乌鲁木齐市电信局大楼，红色竖幅上写着“维护法律尊严，严惩犯罪分子”。

8月初，烏魯木齊政府宣佈正式逮捕83名和騷亂有聯繫的人士。《中國日報》8月底報道，被控罪的人數有200多人，審判將於8月底啟動。儘管自治區和地方的黨政官員否認該消息，新疆當局後來宣佈向196名犯罪嫌疑人發出逮捕令，其中51人已被公訴。警方還請求檢察院再同意批捕239人，拘留825人。12月初，94名犯罪嫌疑人被逮捕。
官方最初在9月底公佈了嫌疑人的刑事罪行，21人犯“謀殺、縱火、搶劫和故意毀壞財物罪”。10月11日，14000名特警前往烏魯木齊部署。翌日，新疆判處6人死刑，1人无期徒刑。六人都是維吾爾人，犯謀殺、縱火和盜竊罪。境外媒體表示判決似乎是在緩和大多數漢族的憤怒情緒，世維會譴責判決“政治化”，表示不會有公正審判的希冀。人權觀察表示對21名被告的審判“嚴重違反正當程序”，“未達到正當程序和公平審判的最低國際標準”。具體來說，審判只花了一天時間，沒有事先公告，被告選擇的律師受到限制，並且黨指示法官如何處理案件。不過另一方面，新華社指出訴訟程序以漢語和維吾爾語進行，並且判決前已仔細搜集核實證據。
2009年9月，九名死刑犯被處決，根據政府的聲明，8人是維吾爾族，1人是漢族。到2010年2月，被判死刑的人數增加到至少26人，包括一名漢族和一名維吾爾女性。

### 后续骚乱和安保
7月13日下午，天山區白大寺正在做晌礼。一位男子突然站起试图抢夺白大寺伊玛目阿布都西克尔·热合木都拉的话筒。在遭到制止后的几分钟以后，该男子再次站起并大喊：“我们要反抗！圣战！圣战！愿意跟我们的就一起走！”同时从怀中掏出一面表示“圣战”的绿色旗帜形标语。阿布都西克尔·热合木都拉当即结束礼拜，试图将该男子驱赶出清真寺。这时坐在第三排的另外两名男子从上面堆满袜子、下面藏有20多把刀的大包中抽出约60厘米长的砍刀，并大声喊道：“真主至大，跟我们一起进行圣战！”正好巡逻至此的天山区公安分局南关派出所一队民警击毙两名男子，击伤一名男子，伤者送往医院后不治身亡。

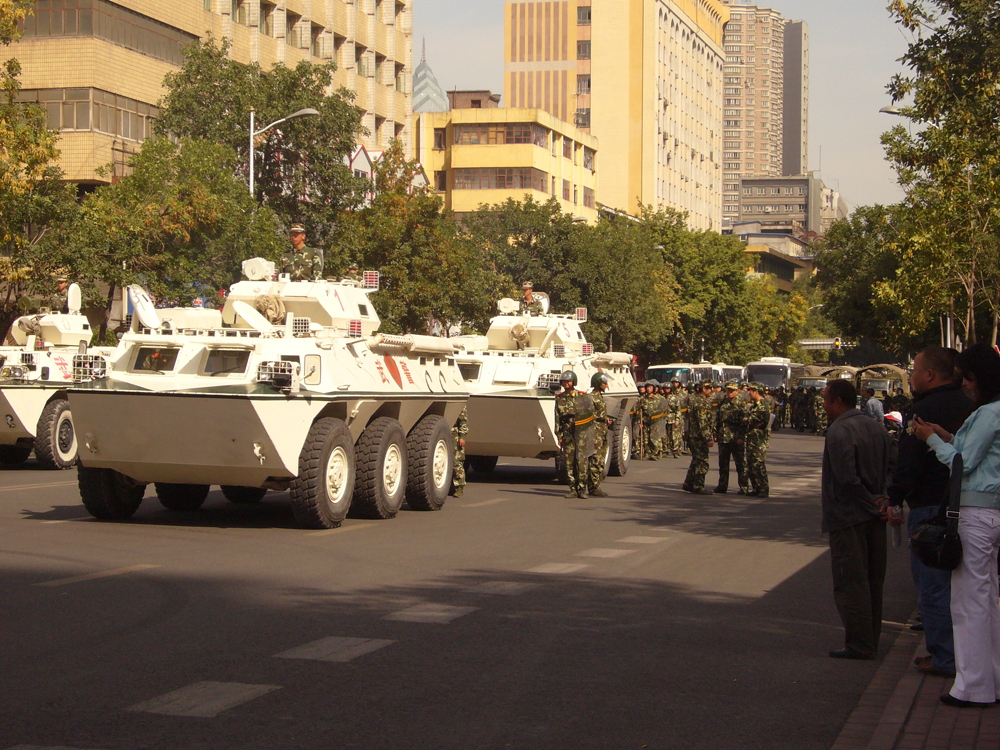
針刺事件發生後烏魯木齊市面的武警部隊。

8月中起，476人被皮下注射针头刺傷。官方認為襲擊針對漢人，由維吾爾分裂分子策動。漢族擔心這次襲擊，不滿政府起訴騷亂分子的行動緩慢，在街頭發起數千人的抗議。9月3日的一場抗議活動導致5人死亡，14人受傷。翌日，栗智被免除乌鲁木齐市委书记職務，市公安局局長刘耀华也被撤職。2010年4月，中共新疆黨委書記王樂泉被免職。
針刺事件后城市恢復平靜，政府聲稱竭力保护人民群众生命和财产安全，從而導致武警依然出現在市面。2010年1月底，據報道警方每天會巡邏五到六次，夜間巡邏密度加強。事發一周年後，官方在烏魯木齊安裝4萬台电子监控探头，“確保重點公共地方安全”。

### 立法和调查
8月底，中共中央政府通过一项法律，规定了“暴动、叛乱、大规模严重刑事暴力事件、恐怖袭击或其他社会安全事件”时出动武警的标准。9月初，政府发布公告，禁绝一切“未获许可的游行、示威及大规模示威”。自治区政府也通过法律禁止使用互联网煽动民族分裂。
11月，中国政府向新疆派遣400余名官员，包括国务院秘书长马凯、宣传部部长刘云山、统战部部长杜青林等高级领导，组建新疆特设“调研队”，表面上研究应对暴力事件实行的政策调整。2010年4月，新疆强硬派党委书记王乐泉被更爲溫和的张春贤替代。中央政府批准从东部省份向新疆转移支付150亿美元，支援自治区经济发展，宣布在喀什设立经济特区。
中国在新疆部署了一张基层干部网络，主要集中在西北边境的穆斯林地区，应对社会风险，发现骚乱的早期迹象。数百名干部从新疆最贫穷的南疆地区转到了乌鲁木齐最不稳定的地区。有一条政策是，如果全家人都失业，政府就会为其中一位家庭成员安排工作。政府还宣布补贴大学生学费。贫民窟被重建为公寓楼，减少社会风险。然而，独立观察员认为，需要解决的是不平等问题，思维定式需要改变才能取得成功。伊力哈木·土赫提警告称新政可能会吸引更多的汉族移民，进一步疏远维吾尔族人口。

### 公共服务和互联网访问
公共交通于8月初完全恢复。新华社表示，267辆公交车在暴乱期间受损，到8月12日，大部分车次恢复使用。政府向公交公司提供总共525万赔偿。交通服务的恢复，也使得政府鼓励游客到当地旅游，不过骚乱后旅游业收入锐减，10月国庆黄金周的到访旅客比去年较少25%。
9月，乌鲁木齐的公办学校开始秋季学期，武警入驻戒备。许多学校的开学第一课是爱国。
另一方面，乌鲁木齐的互联网和国际电话服务在事发后受限将近一年。事件后新疆维吾尔自治区人民政府要求疆内各电信企业实施“三断一限”的局部通信管制，即切断出入疆互联网、手机短信息和国际长途电话，并对国内长途电话进行限呼。截至11月底，大多数网站仍遭到屏蔽，国际电话也不能拨打。12月底，主机设在自治区外的大多数网站仍然受限，居民必须驱车到14小时车程的敦煌才能正常上网。城内只能访问银行及地区政府网站等约100家当地网站。由于不能接听和拨打国际电话，因此乌鲁木齐的居民只能打电话给中国其他城市的中间人，经由他们拨打国际电话。通讯阻断甚至在中国引发争议：浙江大学的余潇枫批评该政策，许多乌鲁木齐当地的居民表示通讯不便阻碍业务往来，拖延恢复工作。然而，中欧社会论坛的大卫·戈塞特（David Gosset）认为，政府有权为了社会稳定关闭通信。当地人认为没有互联网改善了他们的生活质量。
12月底，政府开始逐步恢复服务。官媒新华社和《人民日报》的网站于12月28日恢复访问，新浪和搜狐于2010年1月10日恢复访问，2月6日又有27家网站获得开放。然而只能看到网站部分内容，比方说，用户只能浏览论坛和博客，但不能发帖 。《中国日报》表示遭限制的电子邮件服务于2月8日恢复，不过大约在同一时期写信的英国广播公司记者表示服务还不能用。手机短信服务于1月17日恢复，但用户每日发送的数量受限。2010年5月14日7时40分许，中共新疆维吾尔自治区党委宣传部发表《致全疆广大网民朋友的公开信》，互联网全部恢复。

## 纪念活动

### 中国
- 中央广播电视总台旗下国际频道中国环球电视网于2019年发布新疆反恐纪录片，首次披露七五事件的部分畫面[263]。2024年10月26日，中国环球电视网發布首條圍繞七五事件的專題紀錄片，审视了事件的起源、混乱、后果以及漫长的恢复之路。[264][265]
- 2021年7月，七五事件发生12年后，新疆政府在北京举行第十三场涉疆问题新闻发布会，邀請當時的受害者和家屬發言。其中一人是维吾尔族民警，指當時他與其他10多名民警試圖築成人牆，企圖阻止暴徒闖入有數千名遊客的新疆國際大巴扎，暴徒用磚頭和石頭向他施襲，又揚言要殺死他，最後他成功逃入大巴扎並呼籲裡面的人逃走。他指這些暴徒是新疆各族，包括維族人的敵人[266]。而七五事件事主家屬趙愛琴表示，她的丈夫是巴士司機，在事件當天遇襲，並目睹暴徒在當街屠戮民眾而受到刺激，精神出現問題，需要住院治療，至今未癒。丈夫不讓家人開燈開電視，不讓人大聲說話，精神極度敏感，兒子受此影響也得了抑鬱症。她說：「我的家庭就是這樣被暴恐分子們毁了，我恨他們。」[267]新疆政府發言人伊力江·阿那依提在记者会上指，七五事件是由境內外東突勢力裡應外合組織策劃，數千名恐怖份子在市區多處同時行動，瘋狂殺害群眾，打砸搶燒，震驚中外，造成197人死亡。
- 中国歌手刀郎于2021年2月28日发行的专辑《世间的每个人》中的歌曲——《南门》是为纪念该次事件，以促使听众缅怀无辜群众和不幸罹难的执法人员、珍惜当下来之不易的和平而作成。

### 世界维吾尔大会
在新疆七五事件12週年时，世界維吾爾代表大會声称，國際社會事後反應力道不足，為中國推動違反人道罪政策舖路，在維族遭種族滅絕背景下，籲國際社會力抗有罪不罰。